# 罗塞略
罗塞略（西班牙語：Roselló）是西班牙加泰罗尼亚莱里达省的一个市镇。 总面积10平方公里，总人口1902人（2001年），人口密度190人/平方公里。